# Kognitivní proces
Kognitivní (poznávací) procesy (z latinského cognoscere = poznávat) lze charakterizovat jako děje, díky nímž jedinec poznává svět a sám sebe. Kognitivní proces se často používá jako synonymum pro duševní proces.[nenalezeno v uvedeném zdroji] Podle toho, jak člověk informace z interní a externí reality zpracovává, se procesy děli do základních kategorií: vnímání, paměť[rozpor], učení, představivost[rozpor], myšlení (spolu s tím i tvořivost), pozornost a řeč. Soubor těchto kategorií se nazývá kognitivní systém. Kognitivní procesy můžeme rozdělit do dvou skupin „podle toho, zda vyžadují, nebo nevyžadují vědomou pozornost. Automatické procesy tuto vědomou kontrolu nevyžadují, z větší části je tedy vykonáváme bez vědomé pozornosti. Tyto procesy nevyžadují téměř žádné úsilí a ani záměr. Probíhají poměrně rychle a mohou probíhat paralelně. Oproti nim kontrolované (řízené) procesy jsou přístupny vědomé kontrole a dokonce ji vyžadují. Tyto činnosti probíhají sériově, jedna za druhou. Následující tabulka shrnuje rozdíly mezi těmito dvěma typy zpracování.“

## Kognitivní procesy vs. kognitivní dispozice
Důležitou součástí kognitivních procesů jsou kognitivní dispozice. Rozdíl mezi těmito dvěma pojmy je, že kognitivní dispozice představují stabilní předpoklad umožňující vykonávat daný proces. Díky tomuto rozlišení je následně terminologicky odlišováno vnímání (proces) od vnímavosti (dispozice), představování si (proces) od představivosti[rozpor] (dispozice), pamatování si (proces) od paměti[rozpor] (dispozice).

## Historie
Kognitivními procesy se od 50.– 60. let 20. století zabývá kognitivní psychologie. Avšak měla by být spíše nazývána kognitivistická psychologie, neboť zdůrazňuje rozhodující vliv kognitivních procesů a struktur ve fungování psychiky vůbec. „Před ustavením psychologie coby samostatného empirického vědeckého oboru se tématu vybraných kognitivních procesů výzkumně věnovala tzv. psychofyzika. Zkoumala kauzální vztahy mezi vnějšími stimuly působícími na smyslové receptory a subjektivními reakcemi jedince v reakci na ně v podobě jednotlivých smyslových počitků. Tyto procesy se snažila kvantifikovat a matematizovat. Formuloval a zkoumala různé podnětové prahy a zároveň na základě výzkumných zjištění postulovala několik zákonitostí – např. Weberův-Fechnerův zákon. Mezi její představitele patří Ernst Heinrich Weber, Gustav Theodor Fechner a Hermann von Helmholz.“ Jeden z posledních předchůdců kognitivismu byl behaviorismus, který navazoval na asocianismus. Behaviorismus vnímal mysl a procesy v ní probíhající, a tedy i kognitivní procesy, jako černou skříňku, k níž není možné vědeckými metodami proniknout.